# Redigobius balteatus
Redigobius balteatus es una especie de pez de la familia de los Gobiidae en el orden de los Perciformes.

## Morfología
Los machos pueden llegar a alcanzar los 3,8 cm de longitud total.

## Hábitat
Es un pez de clima tropical (25 °C-28 °C)

## Distribución geográfica
Se encuentra en Australia, Indonesia, Madagascar, Malasia, Mayotte,  Micronesia, Mozambique, Nueva Caledonia , Papúa Nueva Guinea, las Filipinas y Sri Lanka.

## Observaciones
Es inofensivo para los humanos.